# Patrick Leahy
Patrick Joseph Leahy (* 31. března 1940 Montpelier, Vermont) je americký politik, bývalý dlouholetý senátor za stát Vermont a v letech 2021–2023 Předseda pro tempore Senátu Spojených států. Tuto funkci zastával také v letech 2012 až 2015. Leahy byl poprvé zvolen do Senátu v roce 1975.
Je členem Demokratické strany a senátorem byl zvolen osmkrát v řadě. Je bývalým předsedou zemědělského výboru a výboru pro justici v Senátu a významným členem přídělového výboru (Appropriations Committee). V roce 2001 byl jedním ze dvou senátorů, kteří obdrželi dopis při antraxovém útoku, při kterém zemřelo pět lidí.
25. ledna 2021 bylo oznámeno, že bude předsedat druhému pokusu o impeachment bývalého prezidenta Donalda Trumpa. Ve volbách v roce 2022 se rozhodl již nekandidovat a s 48 lety v úřadu je k lednu 2023 třetím nejdéle sloužícím americkým senátorem v historii.